# Nazionale maschile di hockey su ghiaccio del Giappone
La nazionale di hockey su ghiaccio maschile del Giappone (アイスホッケー日本代表) è controllata dalla Federazione di hockey su ghiaccio del Giappone, la federazione giapponese di hockey su ghiaccio, ed è la selezione che rappresenta il Giappone nelle competizioni internazionali di questo sport.

## Risultati
A livello olimpico la rappresentativa giapponese ha partecipato finora ad otto edizioni dei Giochi olimpici invernali (1936, 1960, 1964, 1968, 1972, 1976, 1980 e 1998), ottenendo come miglior risultato un ottavo posto nel 1960.
A livello di campionati mondiali, ha partecipato a 43 edizioni, raggiungendo l'ottavo posto in due edizioni: nel 1930 e nel 1957.
Ha invece conquistato ben otto medaglie ai giochi asiatici invernali: due d'oro (2003 e 2007), cinque d'argento (1986, 1990, 1996, 1999 e 2011) e una di bronzo (2017).